# Семлінек
Семлінек (пол. Semlinek, нім. Klein Semlin) — село в Польщі, у гміні Зблево Староґардського повіту Поморського воєводства.
У 1975-1998 роках село належало до Гданського воєводства.